# David McKenna
David McKenna, né le 14 août 1968 à San Diego en Californie, est un scénariste et producteur américain. Il est connu pour avoir écrit le scénario du film American History X, qui lui vaut une nomination aux Satellite Awards en 1999.

## Biographie
David Mckenna naît le 14 août 1968 à San Diego en Californie. En 1991, il sort diplômé de l'université d'État de San Diego. 
Il vend son premier scénario à l'âge de 26 ans[réf. nécessaire]. Ce dernier n'est autre que le script du film à succès American History X, sorti en 1999, qui fait suivre les repentances d'un skinhead néonazi.
En 2001, il reprend le thème de l'univers carcéral pour scénariser le film Blow, qu'il co-écrit avec Nick Cassavetes.
En 2003, il s'associe à David Ayer pour écrire le scénario du film SWAT : Unité d'élite. Ce dernier est un succès au box-office.
Éloigné d'Hollywood à partir du milieu des années 2000, il fait son retour en 2018 pour l'écriture de deux téléfilms : le premier est un film biographique sur la marraine de la drogue Griselda Blanco avec Catherine Zeta-Jones dans le rôle-titre ; le second, également un film biographique, retrace une partie de la vie de Joe Paterno et met en vedette Al Pacino.

## Filmographie

### Scénariste

#### Cinéma
- 1998 : American History X de Tony Kaye
- 1999 : Sexe attitudes de Michael Cristofer
- 2000 : Get Carter de Stephen T. Kay
- 2001 : Blow de Ted Demme
- 2003 : S.W.A.T. unité d'élite de Clark Johnson

#### Séries télévisées
- 2005 - 2006 : DOS : Division des opérations spéciales - Saison 1

#### Téléfilms
- 2018 : Cocaine Godmother de Guillermo Navarro
- 2018 : Paterno de Barry Levinson

### Producteur
- 1998 : American History X de Tony Kaye
- 2001 : Bully de Larry Clark (non crédité)
- 2005 - 2006 : DOS : Division des opérations spéciales - Saison 1, 5 épisodes